# حق الفلسطينيين في تقرير المصير (كتاب)
حق الفلسطينيين في تقرير المصير هو كتاب ألفه الأمير الحسن بن طلال صدرت طبعته الأولى باللغة الإنجليزية عن دار مطبوعات «كوورتيت» (لندن، ميلبورن، نيويورك) في عام 1981 حيث يقدم الأمير الحسن في هذا الكتاب تحليلاً قانونياً لمبدأ تقرير المصير. 
ويحتوي الكتاب الذي تُرجم إلى العربية في نفس العام، على أربعة موضوعات رئيسية هي: الخلفية التاريخية، القضايا القانونية الخلافية، تقييم المطالب القانونية، وتصوُّر للسلام.
يتحدث موضوع «الخلفية التاريخية» عن السنوات الأخيرة للانتداب البريطاني على فلسطين ونشوء الأردن وإسرائيل، واتفاقية الهدنة مع الأردن في 3-4 أبريل 1949، و«الاتحاد الدستوري» بين الأردن والضفة الغربية في الفترة (1948-1967) فيما عُرف بالإدارة الأردنية للضفة الغربية، كما تطرق لإجراءات الحكم العسكري الإسرائيلي في الأراضي الفلسطينية في الفترة (1967-1980)، والوضع في عام 1980.
أما موضوع «القضايا القانونية الخلافية»، فيتحدث فيه الأمير الحسن عن: السيادة الإقليمية، والإمبراطورية العثمانية (1517-1917)، والانتداب (1922-1948)، والفترة (1948-1967)، وحرب حزيران 1967، والفترة (1967-1980)، واحتلال الضفة الغربية وقطاع غزة (1967-1981)، ومبدأ أو حق تقرير المصير للشعوب، والحكم الذاتي والدفاع عن النفس وتقرير المصير، ومسألة اللاجئين.
وفي موضوع «تقييم المطالب القانونية»، يناقش الأمير الحسن الحلول المقترحة، ويطرح مقترحات محددة. أما في «تصوُّر للسلام» فيتحدث فيه عن الضمانات، وتقرير المصير، والدور الذي يمكن أن يقوم به طرف ثالث، والأمن القانوني، والقدس، وحقوق الإنسان وتقرير المصير.